# 茂山书院
茂山书院，位于中国广东省湛江市吴川市博铺镇博铺村，为吴川市的一个市级文物保护单位，类型为古建筑，公布时间为2003年12月29日。
茂山书院的历史年代为晋代。